# Ulric de Torrenté
Ulric de Torrenté, mort en 1445 ou 1444  selon les sources, est un dominicain de l'ordre des Prêcheurs savoyard, théologien et inquisiteur. Il exerce sur les diocèses de Lausanne, Sion, Besançon, Metz, Verdun, Toul et Genève, tout au long de sa vie tout en étant associé au couvent des dominicains de Lausanne. Il joue un grand rôle comme inquisiteur dans les débuts de la chasse aux sorcières et pourrait être l'auteur des Errores Gazariorum.

## Biographie
Il est mentionné pour la première fois en 1419 en tant que prieur du couvent de Lausanne. À la fin de 1423 ou au début de 1424, le provincial dominicain, à qui le couvent de Lausanne est soumis, le nomme inquisiteur des diocèses de Lausanne, Genève, Sion, Metz, Verdun et Toul et de l'Archidiocèse de Besançon. Cette nomination est approuvée par le pape Martin V dans sa bulle du 18 mars 1424. En 1428, Ulric prend part à des procès dans le diocèse de Sienne. Les procès de sorcellerie du Valais sont considérés comme constitutifs des premières chasses de sorcières en masse de l'histoire. Selon les sources, ces chasses conduisent à l’exécution de plusieurs centaines de victimes et des condamnées pour avoir supposément participé à des sabbats, avoir eu des relations sexuelles avec des démons, et avoir lancé des sorts de météorologie avec l'aide de Satan. Bien que ces chasses aient été l'œuvre principale de juges laïques séculiers du Valais, les dominicains de Lausanne y jouent également un rôle important.
En 1429-1430, Ulric de Torrenté enquête contre les vaudois (Église) à Fribourg et dans les procès de sorcellerie de Fribourg, dans le diocèse de Lausanne au cours des procès de sorcellerie dans la pays de Vaud,. En conséquence, il condamne les membres allégués de cette secte et les livre au bras séculier des autorités laïques afin de les faire brûler sur le bûcher. Au quinzième siècle il a probablement enseigné dans les universités, car sa présence est attestée en 1438, comme professeur de théologie. En 1438-1439, il préside de nouveau plusieurs procès de sorcières, condamnant celui de Pierre de la Prélaz à Lausanne en 1438, de Jaquete dou Plain et Enchimandus le Masseler à Neuchâtel, en 1439.
En 1438, Torrenté obtient le titre de maître en théologie, il est également lecteur au couvent de Lausanne et de 1439 jusqu'à sa mort, il redevient prieur du couvent. À partir de 1442, il est vicaire général de Félix V, l'anti-pape élu par le Concile de Bâle. Il meurt entre le 19 décembre 1444 et le 21 novembre 1445.
Ulric de Torrenté est considéré comme l'auteur probable du traité théologique anonyme Errores Gazariorum rédigé vers 1440, qui est l'un des plus anciens ouvrages reconnaissant le concept de la réalité du crime d'épellation et des vols sabbatiques. Une hypothèse alternative pointe comme rédacteur l'inquisiteur franciscain Ponce Feugeyron ou Claude Tholosan.